# 이손 묘역 및 신도비
이손 묘역 및 신도비는 경기도 광주시 초월읍에 있다. 조선전기 학자인 이손의 묘역 및 신도비이다. 묘소는 15세기 묘제에서 성리학의 영향을 받아 16세기 전반기에 새로운 유형의 묘제를 시험하던 시기에 조성되어 다른 봉분에 비해 특이하게도 7각 형태를 보이고 있다.
2011년 7월 26일 광주시의 향토문화유산 제9호로 지정되었다.

## 개요
이손(李蓀: 1439~1520)의 본관은 광주(廣州). 자는 자방(子芳). 부는 한원군(漢原君) 수철(守哲)이다. 1470년(성종 1) 문과에 급제하고 관직에 나아갔으며, 1506년(중종 1) 중종반정에 가담하여 정국공신 3등에 봉해졌다. 1513년 한산군(漢山君)에 봉해졌다. 시호는 호간(胡簡)이다.
묘는 신월리 두월마을 광주이씨 세장지 내 최하단에 남서향하고 있다. 묘의 형태는 배 정경부인 이씨의 묘가 옆에 별도로 조성되어 있는 쌍분으로 높이 125㎝가량의 호석을 7각 2단으로 둘렀다. 3단의 계체석 구조로 다수의 석물을 적절하게 배치하였다. 각 봉분 중앙에 묘표∙혼유석∙상석∙향로석과 쌍분 중앙에 장명등 및 좌우에 망주석∙문인석과 묘소 하단에 신도비를 갖추고 있다. 문인석186㎝은 복두공복형으로 이목구비가 뚜렷하고 준수하다. 얼굴 부분이 60㎝인 3등신의 신체비례이며 턱 밑의 갓끈 등을 사실적으로 표현하였다. 엄지를 치켜든 양손은 깍지낀채 홀44㎝을 마주잡고 있다. 허리에 찬 관대는 후면의 한쪽 끝이 길게 늘어진 야대이다.
묘표는 방부하엽형이다. 비신은 백색을 띠며 비문이 전면에만 있다. 종3열로 '秉忠奮義靖國功臣崇祿大夫議政府左贊成兼判義禁府事漢山君贈謚胡簡公李君之墓'라 새겨져 있다. 총높이 167㎝로 비좌42×78×50㎝, 비신 86×44×16㎝, 하엽 39×54×20㎝이다.
신도비는 귀부이수형으로 묘소 아래에 있으며 주위 석재 난간을 둘러놓았다. 귀부는 입을 다문 채 몸통에서 41㎝가량 얼굴을 내밀고 있으며 등에는 'ㅇ'형태의 귀갑문을 장식하였다. 비신은 백색 대리석제로 전∙후 2면에 비문이 있다. 비제는 '有明朝鮮國秉忠奮義靖國功臣崇祿大夫議政府左贊成兼判義禁府事漢山君贈諡胡簡公神道碑銘幷序'이다. 전액은 비신 상부의 전면에 횡으로 '胡簡公神道碑'라 새겨져 있다. 비문은 이행(李荇)이 찬하고, 김희수(金希壽)가 서하였다. 입석연대는 1520년(중종 15)이다. 이수는 앞면에 구름속에서 여의주를 다투는쌍룡이 생동감있게 조각되어 있는데, 굵고 날카로운 4개의 발톱을 한 쌍룡 중 왼쪽의 것은 입을 다물었으며 오른쪽의 것은 입을 크게 벌렸다. 뒷면에는 단룡농주(單龍弄珠)의 모습이 정교하게 조각되어 있는데, 입을 크게 벌리고 있다. 총높이 263㎝로 귀부46×96×116㎝, 비신164×70×21㎝, 이수53×76×28㎝이다.